# Robert Williams Daniel

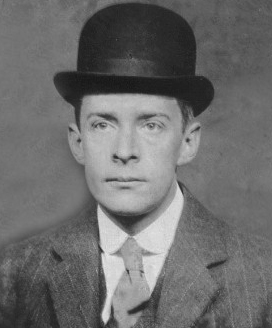
Robert Williams Daniel.

Robert Williams Daniel, född 11 september 1884 i Richmond, Virginia, död 20 december 1940 i samma stad, var en amerikansk bankman, politiker, samt överlevare av Atlantångaren RMS Titanics förlisning 1912.
Han var utbildad vid University of Virginia där han avlade examen 1903. Efter examen arbetade han inom försäkringsbranschen och senare som bankman. Han var chef för Liberty National Bank i New York under 1920-talet. 1935 valdes han för Demokraterna in i Virginias senat. Han var politiskt allierad med Harry F. Byrd och behöll sin plats fram till sin död 1940. Han dog av en leversjukdom och ligger begravd på Hollywood Cemetery i Richmond. Hans son Robert Jr. (1936–2012) blev också politiker som satt i USA:s representanthus 1973–1983 för Republikanerna.

## Ombord på Titanic
Robert W. Daniel steg ombord som förstaklasspassagerare på RMS Titanic i Southampton den 10 april 1912. Med på resan hade han en nyinköpt fransk bulldog som då kostat honom 150 pund. Natten den 14 april kolliderade fartyget med ett isberg i Atlanten och förliste den 15 april.
Hur Daniel överlevde förlisningen har förblivit något av ett mysterium då han själv aldrig kom att ge några detaljerade uppgifter om detta. Det finns två huvudteorier, antingen tog sig Daniel i någon av de tidigast nedfirade livbåtarna 3 och 5. När dessa firades hade besättningen fortfarande stora problem med att få passagerarna att förstå situationens allvar. Styrman William Murdoch var glad åt de få passagerare han vid tillfället kunde få i båtarna och tillät flera män från första klass att stiga i. Enligt en annan beskrivning skall han dock ha fått simma utan kläder från fartyget då det förliste och hivats ombord på en livbåt. Daniel själv beskrev också hur han såg kapten Smith försvinna i havet, något som rimligtvis inte skulle gå att uppfatta från de tidigare nämnda livbåtar som redan rott iväg i mörkret från Titanic. Denna historia stämmer även överens med besättningsmannen Samuel Hemming som även han vittnat om hur det sista han såg av kapten Smith var då han stod på bryggan.
| ” | Kapten Smith var den störste hjälte jag sett. Han stod på kommandobryggan och ropade i en megafon för att göra sig hörd. Jag såg honom på bryggan. Mina ögon fäste blicken vid honom. Däcket som jag hoppat från sänktes ner. Vattnet hade stigit långsamt och nådde nu bryggan. Sedan nådde det kaptenens midja. Jag såg honom inte mer. | „ |

Daniel togs sedermera ombord på räddningsfartyget RMS Carpathia. Han förlorade sin bulldog i förlisningen. Han gifte sig 1914 med Eloise Hughes Smith, en Titanic-passagerare som han lärde känna ombord på Carpathia, men äktenskapet slutade i skilsmässa 1923. Strax efter katastrofen gjorde han flera uttalanden om vad som hände honom, men senare i livet vägrade Daniel att överhuvudtaget uttala sig om sina förehavanden under förlisningen. En släkting menade 1993 att det sociala stigma det innebar att ha överlevt som ung atletisk man gjorde att han aldrig talade om det hela.

## Fotnoter
1. ↑  https://www.psychologytoday.com/blog/canine-corner/201203/the-heroic-dog-the-titanic
2. ↑  https://books.google.se/books?id=jqO__ScTpnMC&pg=PA207&redir_esc=y#v=onepage&q&f=false
3. ↑  http://wtvr.com/2012/04/13/wealthy-richmonder-was-one-of-the-most-remarkable-and-mysterious-titanic-survivors/